# Estônia nos Jogos Olímpicos de Verão de 1932
A Estônia nos Jogos Olímpicos de Verão de 1932, em Los Angeles, nos Estados Unidos competiu representado por apenas 2 atletas masculinos, que disputaram provas de três modalidades esportivas de dois esportes diferentes, o país não obteve medalha alguma.

## Atletas
Os atletas estonianos foram dois:
- Osvald Käpp (27 anos); e
- Alfred Maasik (35 anos)

## Esportes
A Estônia enviou atletas para as disputas de duas modalidades esportivas diferentes, Atletismo e lutas.
Apesar de ser tradicional nas disputas de lutas a quantidade de atletas mínima não foi suficiente para obter medalhas.